# Ambrosio Fracassini
Ambrosio Fracassini, OP (falecido em 1663) foi um prelado católico romano que serviu como bispo de Pula (1663).

## Biografia
Ambrosio Fracassini nasceu em Brescia, na Itália, no dia 8 de dezembro de 1597 e foi ordenado sacerdote na Ordem dos Pregadores. A 12 de março de 1663, foi nomeado pelo Papa Alexandre VII como Bispo de Pula. No dia 27 de março de 1663, foi consagrado bispo por Scipione Pannocchieschi d'Elci, arcebispo de Pisa. Serviu como Bispo de Pula até à sua morte a 22 de setembro de 1663.